# Golo Mann
Golo Mann, właśc. Angelus Gottfried Thomas Mann (ur. 27 marca 1909 w Monachium, zm. 7 kwietnia 1994 w Leverkusen) – niemiecki historyk, eseista i publicysta konserwatywny.

## Życiorys
Był synem Thomasa Manna i Katii Mann. Od 1933 do 1958 przebywał na emigracji we Francji, Szwajcarii i w Stanach Zjednoczonych. W trakcie II wojny światowej służył w armii USA. Wysłany został do American Broadcasting Station w Londynie, gdzie dość szybko został kierownikiem. Wydawca i współpracownik „Propyläen-Weltgeschichte”. Później został profesorem Westfalskiego Uniwersytetu Wilhelma w Münsterze oraz politechniki w Stuttgarcie.

## Dzieła
- Niemieckie dzieje w XIX i XX wieku
- Friedrich von Genz (1947, biografia)
- Wallenstein (monografia)
- Jugend in Deutschland (autobiografia)
- Ludzie myśli, ludzie władzy, historia

## Wyróżnienia
- Nagroda im. Gottfrieda Kellera (1969)
- Bawarski Order Maksymiliana (1981, nauka)
- Nagroda Goethego (1985)